# Flughafen Naxos

i8
i11
i13
Der Flughafen Naxos ist ein Flughafen auf Naxos, Griechenland (griechisch Κρατικός Αερολιμένας Νάξου, (IATA-Code: JNX, ICAO-Code: LGNX)).
Der Flughafen liegt etwa drei Kilometer südlich von Naxos Stadt.
Der Flughafen besitzt eine 900 Meter lange und 30 Meter breite asphaltierte Start- und Landebahn in Nord-Süd-Richtung, sowie ein 50 Meter mal 50 Meter großes Vorfeld mit zwei Parkpositionen. Als Navigationshilfe dient ein ungerichtetes Funkfeuer (NDB) mit der Kennung NXO auf der Frequenz 326 kHz. Als Anflughilfe verfügen beide Landerichtungen über eine vereinfachte Präzisions-Anflug Gleitwinkelbefeuerung (APAPI).

## Fluggesellschaften und Ziele